# Самобор
Самобор је град у Хрватској, у Загребачкој жупанији. Према првим резултатима пописа из 2021. у граду је живело 37.435 становника, а у самом насељу је живело 16.911 становника.
Самобор се налази на источним обронцима Самоборског побрђа. Самобор је позната излетничка дестинација у Хрватској. Дан града је 26. јул, празник свете Ане.

## Географија
- Надморска висина на Тргу Краља Томислава: 158,31
- Највиша тачка: брдо Равнице 860 m (Ново Село Жумберачко)
- Најнижа тачка: 127 m (Медсаве)
- Највише насеље: Драгонош 742
- Највиши путни превој: 768 m (пут Ново Село Жумберачко — Будињак)
- Географска ширина: северно 45° 48' и 04"
- Географска дужина: 15° 42' и 40"
- Површина: 250 km2

Око 1/3 површине општине Самобора је покривено шумом. У Самобору и Самоборском побрђу постоји око 200 km обележених планинарских стаза. Самобор је удаљен од града Загреба само 25 километара, а од граничног прелаза са Словенијом у Брегани само четири километра. Израдом ауто-пута Загреб — Љубљана, Самобор је постао још приступачније одредиште многих туриста и излетника. Град Самобор је део Загребачке жупаније.

### Клима
- Средња температура: 10,9 °C
- Најхладнији месец: јануар (просечно 0,2 °C)
- Најтоплији месец: јул (просечно 21,1 °C)
- Највиша забележена температура: 37 °C (јул 1983. и август 1993)
- Најнижа забележена температура: -25,6 °C (јануар 1985)
- Годишњи просек падавина: 1078,6 mm/m2 (89,88 mm/m2 месечно)
- Најкишнији дан: у октобру 1993. (84,2 mm/m2)
- Највише снега у једном месецу: у марту 1986.
- Годишњи просек ведрих дана: 52,8 дана
- Просечно најведрији месец: август (8,4 ведрих дана)
- Најведрија година: 1992. (85 ведрих дана)
- Најведрији месец: август 1992. (20 ведрих дана)
- Годишњи просек облачних дана: 113,3 дана
- Просечно најоблачнији месец: децембар (16,2 облачна дана)
- Најоблачнија година: 1996. (165 облачних дана)
- Најоблачнији месец: јануар 1996. и 1997. (28 облачних дана)

## Историја
- Повељом краља Беле IV из 1242. Самобор постаје слободно краљевско трговиште.
- Први организован планинарски излет у Хрватској одржан је 17. маја 1875. године на Оштрц и Плешивицу.

## Становништво

### Град Самобор

#### Број становника по пописима
| Националност   | 2001.  | 1991.  | 1981.  | 1971.  | 1961.  | 1953.  | 1948.  | 1931.  | 1921.  | 1910.  | 1900.  | 1890.  | 1880.  | 1869.  | 1857.  |
| бр. становника | 36.206 | 35.017 | 32.887 | 28.469 | 27.103 | 25.451 | 23.821 | 21.953 | 19.806 | 20.275 | 18.783 | 18.607 | 16.548 | 15.226 | 13.690 |

- напомене:

Настао из старе општине Град Загреб.

### Самобор (насељено место)

#### Број становника по пописима
| Националност   | 2001.  | 1991.  | 1981.  | 1971. | 1961. | 1953. | 1948. | 1931. | 1921. | 1910. | 1900. | 1890. | 1880. | 1869. | 1857. |
| бр. становника | 15.147 | 14.170 | 12.404 | 7.773 | 5.763 | 4.665 | 3.767 | 2.966 | 2.848 | 2.790 | 2.901 | 3.228 | 3.039 | 3.060 | 3.186 |

- напомене:

У 1991. повећано припајањем ненасељеног дела подручја насеља Бистрац које је престало да постоји, јер је преостали део подручја насеља припојен насељу Луг Самоборски.

## Попис 1991.
На попису становништва 1991. године, насељено место Самобор је имало 14.170 становника, следећег националног састава:
| Попис 1991.‍    | Попис 1991.‍  | Попис 1991.‍ | Попис 1991.‍ | Попис 1991.‍ |
| -------------- | ------------ | ----------- | ----------- | ----------- |
|                |              |             |             |             |
| Хрвати         | Хрвати       |             | 13.002      | 91,75%      |
| Срби           | Срби         |             | 259         | 1,82%       |
| Југословени    | Југословени  |             | 161         | 1,13%       |
| Словенци       | Словенци     |             | 150         | 1,05%       |
| Муслимани      | Муслимани    |             | 62          | 0,43%       |
| Албанци        | Албанци      |             | 35          | 0,24%       |
| Македонци      | Македонци    |             | 22          | 0,15%       |
| Црногорци      | Црногорци    |             | 22          | 0,15%       |
| Чеси           | Чеси         |             | 13          | 0,09%       |
| Мађари         | Мађари       |             | 11          | 0,07%       |
| Немци          | Немци        |             | 7           | 0,04%       |
| Русини         | Русини       |             | 7           | 0,04%       |
| Аустријанци    | Аустријанци  |             | 4           | 0,02%       |
| Украјинци      | Украјинци    |             | 4           | 0,02%       |
| Пољаци         | Пољаци       |             | 3           | 0,02%       |
| Руси           | Руси         |             | 2           | 0,01%       |
| Италијани      | Италијани    |             | 1           | 0,00%       |
| Словаци        | Словаци      |             | 1           | 0,00%       |
| остали         | остали       |             | 12          | 0,08%       |
| неопредељени   | неопредељени |             | 233         | 1,64%       |
| регион. опр.   | регион. опр. |             | 9           | 0,06%       |
| непознато      | непознато    |             | 150         | 1,05%       |
| укупно: 14.170 |              |             |             |             |

## Управа
У граду Самобору влада градско веће (градска скупштина) од 25 већника (посланика) који бирају 13 чланова градске владе. Градска влада доноси одлуке везане за град Самобор.

## Економија
На дан 17. октобра 2004. на подручју града Самобора било је регистровано 1.112 предузећа (према евиденцији Министарства економије), 2001. године (према подацима из Стратегије Града Самобора) било је евидентирано 567 трговачких друштава, а 712 субјеката се бавило пољопривредом.

## Спорт
- ФК Самобор
- ФК Зрински Фаркашевац
- ФК Самобор
- МФК Соколи

## Партнерски градови
- Стари Град
- Парабјаго
- Виргес